# Прозоров, Василий Николаевич
Прозоров Василий Николаевич (род. 29 июня 1975, Бердянск, Запорожская область, Украинская ССР) — экс-сотрудник СБУ. Получил известность в марте 2019 года накануне президентских выборов 2019 года на Украине, когда дал в России пресс-конференцию с «разоблачением деятельности СБУ на Украине» в 2014—2018 годах. Автор книги «Точка невозврата» (2020).

## Биография
По данным паспорта, продемонстрированного во время пресс-конференции 25 марта 2019 года, Василий Прозоров родился 29 июня 1975 года в городе Бердянске. С собственных слов Прозорова, с 1999 по 2018 год он являлся сотрудником Службы безопасности Украины, а с мая 2014 года работал в центральном аппарате СБУ, в штабе её антитеррористического центра. Согласно предоставленному на пресс-конференции документу, он являлся подполковником СБУ в должности «старшего консультанта-эксперта». СБУ в этот же день подтвердила эти сведения.
Внесён в базу сайта «Миротворец».

### Пресс-конференция 25 марта 2019 года
Пресс-конференция 25 марта 2019 года Прозорова была организована в Москве пресс-центром «Россия сегодня». Она была организована в день рождения СБУ, 25 марта этому ведомству исполнилось 27 лет. Согласно словам Прозорова, он «по идеологическим мотивам» сотрудничал с Россией с апреля 2014 года до своей отставки в 2018 году..
На пресс-конференции Прозоров сделал утверждение, что в силовых структурах Украины, в частности в Вооружённых силах и Национальной гвардии, «широчайшее распространение получают фашистские и нацистские взгляды». Он сказал, что своими глазами видел на касках украинских военных свастики и «сдвоенные молнии» (эмблема СС). Он заявил о существовании в Мариуполе «секретной тюрьмы СБУ», которую называли «библиотекой», а заключенных — «книгами». По утверждению Прозорова, в качестве тюрьмы использовались две неработающие холодильные камеры, расположенные под столовой на аэродроме. «За два месяца моих ротаций летом и осенью 2014 года через „библиотеку“ прошло больше 300 человек. Про погибших — точно я знаю про двоих», — сказал Прозоров.
По поводу крушения «Боинга» MH17 Прозоров сказал, что это «сделала Украина», однако при этом сообщив, что это его «личное убеждение». Прозоров назвал имена бывшего начальника департамента контрразведки Валерия Кондратюка и нынешнего на момент пресс-конференции начальника Главного управления разведки Министерства обороны Василия Бурбу, которые, по его мнению, причастны к катастрофе.
Он опроверг информацию о постоянном присутствии западных советников в главном здании СБУ. По его словам, такая практика существовала в 2005 году, после Оранжевой революции, когда представители ЦРУ находились в здании центрального аппарата СБУ в Киеве. Прозоров считает, что после 2014 года, по мотивам безопасности и конспирации[уточнить], сотрудники ЦРУ в Киеве присутствуют, но располагаются на конспиративных квартирах и в загородных домах. В центральный офис СБУ они приезжают только для проведения конкретных совещаний. Прозоров назвал имена неких «Чарльза Бэкфорда и Джастина Хартмана», связав их с британской разведкой MI6.
На пресс-конференции Прозоров представил документ с названием «О мерах противодействия военной агрессии РФ»(см. Российско-украинская война), который он назвал документом СБУ, в котором содержались формулировки такого характера, как «ввести в украинской пропаганде образ России как угрозы всему цивилизованному миру и позиционировать украинское сопротивление как Священную Войну против Мирового Зла и Царства Армагеддона». Также он высказал утверждение о том, что СБУ провела операцию «Пауки в банке», направленную на дискредитацию политических и военных лидеров самопровозглашённых ДНР и ЛНР, разжигание взаимного недоверия и вооружённого противостояния между вооружёнными формированиями самопровозглашённых республик, подразделениями РФ и «пророссийскими наёмниками». Прозоров считает, что полевые командиры Гиви и Моторола были устранены украинскими спецслужбами.

### Реакция СБУ
СБУ в день пресс-конференции отреагировала на неё, подтвердив факт работы Прозорова в СБУ и сообщив, что «Василий Прозоров был уволен с должности старшего консультанта-эксперта одного из отделов штаба Антитеррористического центра Службы безопасности Украины за служебное несоответствие — систематическое употребление алкоголя на рабочем месте, дискредитацию звания офицера». Согласно заявлению этого ведомства, «Пропив честь офицера, Прозоров решил торговать совестью и военной присягой, найдя в ФСБ РФ „достойных“ людей. Но этот урод должен помнить судьбу Иуды. Это дело времени». При этом свидетельства Прозорова были названы фейками.

### Дальнейшая деятельность
Прозоров основал агентство «UkrLeaks» (по аналогии WikiLeaks Джулиана Ассанжа, публиковавшей секретную информацию), в котором публикует «разоблачительные материалы». Написал в 2020 году книгу «Точка невозврата». Интервью Прозорова время от времени появляются в различных российских СМИ, в частности, в марте 2020 года он дал интервью, в котором поделился своей версией убийства Гиви, в декабре 2020 года появились заявления Прозорова об использовании США территории Украины в качестве полигона для испытания биологического оружия. 

## Покушения
По информации российских спецслужб в 2023 году они предотвратили покушение на Прозорова (в оккупированном Бердянске).
12 апреля 2024 года на Василия Прозорова было совершено покушение. Автомобиль Toyota Land Cruiser Prado, принадлежащий Прозорову взорвался на севере Москвы. Пострадавший был доставлен в больницу с ранениями нижних конечностей.

## Публикации
- Прозоров В. Н. Точка невозврата. — АрсисБукс, 2020. — ISBN 978-5-904155-54-4.
- Прозоров В. Н. Жаркое лето Мариуполя (из жизни опера СБУ – 2). — Юпитер, 2022. — ISBN 978-5-98190-082-2.
- Прозоров В. Н. Василий Прозоров: Коррупция по-киевски. Инструкция по применению. Документальное расследование. — Грифон, 2023. — ISBN 978-5-98862-731-9.